# Philippe Lejeune
Philippe Lejeune (3 agosto 1938) è un saggista francese.
Il suo oggetto di studio principale è l'autobiografia. Su questo argomento ha pubblicato numerosi saggi.

## L'autobiografia secondo Lejeune
Philippe Lejeune ha cercato di stabilire delle basi teoriche che permettessero di individuare meglio il genere autobiografico. Prima di tutto propone una definizione di autobiografia: "il racconto retrospettivo in prosa che un individuo reale fa della propria esistenza, quando mette l'accento sulla sua vita individuale, in particolare sulla storia della propria personalità". Lejeune ha inoltre teorizzato il concetto di patto autobiografico.
Introspezione da una parte, esigenza di verità dall'altra, questo doppio movimento caratterizza il genere autobiografico.

## Opere
- L'Autobiographie en France (1971)
- Le Pacte autobiographique (1975)
- Je est un autre : l'autobiographie de la littérature aux médias (1980)
- Moi aussi (1986)
- La Pratique du journal personnel (1990)
- Pour l'autobiographie (1998)
- Cher écran... : journal personnel, ordinateur, Internet (2000)
- Signes de vie (Le pacte autobiographique, 2) (2005)
- Le journal intime : histoire et anthologie (2006)